# غرير ابن مقرض
غرير ابن مقرض (الاسم العلمي: Melogale)، جنس حيوان لبون من فصيلة ابن عرس، أنواعه خمسة.
- غرير ابن مقرض الصيني (Melogale moschata)
- غرير ابن مقرض البورينوي (Melogale everetti)
- غرير ابن مقرض الجاوي (Melogale orientalis)
- غرير ابن مقرض البورمي (Melogale personata)
- غرير ابن مقرض الفيتنامي (Melogale cucphuongensis)[4]